# Gerhard Haubold
Gerhard Haubold (ur. 1907, zm.?) – zbrodniarz hitlerowski, członek załogi obozu koncentracyjnego Flossenbürg i SS-Oberscharführer.
Członek Waffen-SS od 15 listopada 1939 roku. Od 16 lutego 1945 do kwietnia 1945 roku pełnił służbę we Flossenbürgu jako kierownik bloku więziennego. Haubold uczestniczył w egzekucjach kilkudziesięciu więźniów przez rozstrzelanie lub powieszenie. W marcu 1945 roku 20 jeńców radzieckich zostało przy jego udziale zamordowanych za „szpiegostwo”.
W pierwszym procesie załogi Flossenbürga przed amerykańskim Trybunałem w Dachau Haubold, za swoje zbrodnie został skazany na karę 20 lat pozbawienie wolności.